# Trichostomum striatum
Trichostomum striatum là một loài Rêu trong họ Pottiaceae. Loài này được (P. Beauv.) Arn. miêu tả khoa học đầu tiên năm 1827.